# Jean-Claude Berthon
Pour les articles homonymes, voir Berthon.
Jean-Claude Berthon, né à Avignon le 26 janvier 1942 et mort le 16 juillet 2005 à Nancy, est un journaliste et homme de presse français.
À 19 ans, il crée à Nancy Disco Revue, premier magazine français spécialisé dans le rock, apparu le 28 septembre 1961. Il le fait sans moyens : « Jean-Claude Berthon n'était pas le petit-fils de Citizen Kane. Pas de groupe de presse, pas de fortune personnelle, pas de formation marketing, mais un amour total pour le rock ». Il lance ainsi la presse rock française, contribuant à faire connaître dans l'hexagone de nombreux chanteurs américains de rock 'n' roll et des groupes pop britanniques. Il accompagne également la mise sur orbite des premiers chanteurs rock français. Son magazine paraît ensuite, à partir de novembre 1966, avec un nouveau titre, Les Rockers, sous différentes formules, avant de disparaître fin 1967.
Parallèlement, Jean-Claude Berthon lance en décembre 1962 l'hebdomadaire musical France Disques, sur le modèle du magazine britannique Melody Maker . Mais le journal ne tient que quelques numéros. Jean-Claude Berthon est ensuite brièvement rédacteur en chef du magazine pop  Extra, à son lancement en décembre 1970. Il collabore aussi au mensuel Rock'n'roll musique en 1977.
En 1965, il organise des samedis après-midi rock à La Locomotive, club situé sous le Moulin-Rouge. Il y fait passer des groupes anglais comme les The Who, les Them, les Pretty Things...
Jean-Claude Berthon amorce aussi une carrière de chanteur, enregistrant pour Decca deux 45 tours, sans réel succès.
Revenu à Nancy, il y devient disquaire; d'abord au sein du Hall du Livre, puis en indépendant en 1982, où il crée sa propre entreprise Disc'Express, située sur la place Thiers, en face de la gare (d'où le nom).
Il meurt dans l'anonymat, mais les Nancéiens, amateurs de musique, et les discothèques, se souviennent de lui, car il leur a fourni de nombreuses galettes.